# حدیث خلج
حدیث خلج جوکاری (زاده ۳۰ آذر ۱۳۷۹) بازیکن چپ دست هاکی روی یخ اهل ایران است. 
خلج عضو تیم مستر هاکی آیس کلاب و مدافع تیم ملی هاکی روی یخ بانوان ایران است. وی در مسابقات هاکی روی یخ بانوان قهرمانی آسیا و اقیانوسیه ۲۰۲۳ به مدال تیمی نقره دست یافت.
خلج در این بازی‌ها در هر ۶ مسابقه به میدان رفت.